# New Mexican Disaster Squad
New Mexican Disaster Squad was een Amerikaanse hardcore punk-band. De band werd gevormd in Orlando, Florida in 1999. New Mexican Disaster Squad heeft in totaal drie studioalbums, waarvan het laatste (Don't Believe) in 2006 door Jade Tree Records werd uitgegeven. Op 28 december 2008 maakte de band via hun MySpace-pagina bekend dat Goldfarb, Minino, en Johnson samen met Tony Foresta, de zanger van Municipal Waste, de band No Friends. zouden gaan oprichten. Hiermee werd New Mexican Disaster Squad negen jaar na de oprichting opgegeven. De laatste show werd gespeeld op 1 november 2008. De band is echter nog een bij elkaar gekomen op in mei 2010 in North Carolina te spelen.

## Leden
- Brian Wayne Etherington - gitaar
- Sam Johnson - zang, gitaar
- Richard Minino - drums
- Alex Goldfarb - basgitaar, zang

## Discografie
- Weapons and Equipment of Counter Terrorism (7", 1999)
- New Mexican Disaster Squad/Destination: Daybreak (2000, Breaker Breaker Records)
- Abrasive Repulsive Disorder (2002, Breaker Breaker Records)
- New Mexican Disaster Squad (2003, A-F Records)
- New Mexican Disaster Squad/Western Addiction (2004, No Idea Records)
- Don't Believe (2006, Jade Tree Records/No Idea Records)
- Peace With Nothing (ep, 2007, Jade Tree Records/Kiss Of Death Records/Rat Patrol Records)